# اسندون، هرفوردشر
اسندون (به انگلیسی: Essendon) یک روستا و محله مدنی در بریتانیا است که در Welwyn Hatfield واقع شده‌است. اسندون ۵۸۰ نفر جمعیت دارد.